# Liripora amphorae
Liripora amphorae är en mossdjursart som först beskrevs av Harmelin 1976.  Liripora amphorae ingår i släktet Liripora och familjen Diastoporidae. Inga underarter finns listade i Catalogue of Life.